# 鍋島茂正
鍋島 茂正（なべしま しげまさ）は、江戸時代前期から中期にかけての武士。肥前国佐賀藩士。武雄鍋島家5代当主。24代佐賀藩自治領武雄領主。文献の中では鍋島十左衛門の名で呼ばれることが多い。

## 生涯
寛文5年（1665年）、23代武雄領主・鍋島茂紀の子として誕生。
正徳2年（1712年）、藩財政（蔵入方）を統括する勝手方頭人に任ぜられている。享保11年（1726年）3月、火災により佐賀城が焼失した際、後多久氏、諫早氏と共に俸禄の半額を献上する旨を申し出て、3年間で3割ずつ献納するよう許可されている。嫡子・茂住が享保3年（1718年）2月に死去したため、茂正の弟・茂昭が武雄領主の家督を相続している。
享保13年（1728年）、死去。